# Sky One
Sky1 — бывший британский 24-часовой развлекательный телеканал, первый канал британской телекомпании Sky. Sky1 начал вещание 26 апреля 1982 года. Входил в группу каналов компании BSkyB (British Sky Broadcasting). Канал осуществлял вещание в цифровом формате через сеть спутниковых приёмников.

## История

### Sky Channel
Своё вещание телеканал Sky1 начал 26 апреля 1982 как канал телерадиокомпании Satellite Television Ltd., став первым кабельным и спутниковым телеканалом Европы, который осуществлял вещание при помощи орбитального тестового спутника (англ. Orbital Test Satellite), связанного с кабельными операторами всей Европы. Изначально телестанция испытывала серьёзные финансовые трудности по причине низких рейтингов в странах, что приводило к снижению доходов от рекламы и повышению стоимости показа телепередач.
27 июня 1983 совладельцы компании Satellite Television продали 65% акций группе News International за 5 миллионов фунтов стерлингов. Глава компании, Руперт Мёрдок, расширил часы вещания телеканала и увеличил число стран вещания. 16 января 1984 телеканал был переименован в Sky Channel.
В свою программу вещания Sky Channel внёс огромное количество элементов американского телевидения, что привело к повышению количества собственных телепрограмм, особенно музыкальных телешоу с такими ведущими, как Гэри Дэвис, Тони Блэкбёрн, Линда не Мол, Пэт Шарп, Дэвид Йенсен и Энти Тёрнер. Наиболее популярными стали музыкальные хит-парады Euro Top 40 и UK Top 50 Chart, а также шоу для детей Fun Factory и The DJ Kat Show (большинство из них снимались на студиях в Лондоне, а некоторые — в Нидерландах при содействии компании Endemol).
8 июня 1988 Руперт Мёрдок объявил о том, что будет создана телесеть Sky Television из четырёх телеканалов. Она была запущена 5 февраля 1989 и состояла из телеканалов Sky Channel, Sky News, Sky Movies и Eurosport. В то же время одновременно прекратили свои действия контракты с кабельными операторами — сетевыми партнёрами Sky Channel — на трансляцию в прайм-тайм, и место Sky Channel в качестве общеевропейского телеканала занял Eurosport. Сетка телевещания Sky Channel обогатилась новыми телепрограммами: вечерним шоу Jameson Tonight, телеиграми New Sale of the Century, New Price Is Right, программами Frank Bough's World и Sky By Day. Утреннее шоу телеканала, которое вели DJ Тони Блэкбёрн (работавший на BBC Radio 1) и Дженни Хэнли, превзошло по популярности версию ITV; ещё одним усилением стала трансляция матчей WWF Wrestling.
С 31 июля 1989 телеканал носит имя Sky One, а его зона покрытия сократилась до Великобритании и Ирландии. Для дальнейшего повышения своего рейтинга Sky One начал повторять ранее показанные серии телесериала Детективное агентство «Лунный свет», а также стал показывать легендарный мультсериал «Симпсоны» и иные телесериалы — «Джамп-Стрит, 21», «Фэлкон Крест» и «Паркер Льюис не может проиграть».

### Sky Multichannels
1 сентября 1993 Sky One был включён в новый пакет подписки Sky Multichannels: отныне за пределами Британских островов его можно было увидеть только при помощи кабельной сети. Сетка программ расширялась за счёт создания собственных проектов, а также показа телесериалов с австралийского телевидения: «И-Стрит» и «Райский пляж». В течение 1990-х этот канал был самым популярным телеканалом Великобритании за счёт обильного числа телесериалов: «Друзья», «Фрейзер», «Сайнфелд», «Скорая помощь», «Секретные материалы», «Блюз Хилл стрит», «МЭШ», а также разные сериалы медиафраншизы «Звёздный путь» и комедии с Люсиль Болл.
1 сентября 1996 на волне успеха был запущен второй телеканал Sky2, который вещал с 19:00 до 06:00 и показывал в основном новые телепрограммы и телесериалы, однако 31 августа 1997 по причине низкого рейтинга его пришлось закрыть (вещание он возобновил гораздо позже).

### Цифровое вещание
В 2000 году была запущена специальная версия Sky One в Ирландии, в которой сетка вещания отличалась от британской. В июне 2003 года телеканал перешёл на вещание в формате 16:9 (при сохранении рекламных роликов в формате 4:3). В 2000-е годы началось активное введение новых телеканалов в British Sky Broadcasting: 21 сентября 2004 года Sky One Mix стал обычным телеканалом Sky Mix, 31 октября 2005 года он был переименован в Sky2 и тем самым ознаменовал возвращение некогда закрытого телеканала (в то же время начал вещание Sky3).
25 августа 2012 года Стюарт Мёрфи, руководитель сети развлекательных каналов Sky, объявил о начале вещания 12 ноября 2012 года небольшого телеканала, сетевого партнёра Sky1 и Sky Atlantic. Сетку вещания составили бы в основном все сериалы и программы Sky1, кроме мультсериала «Симпсоны» (лицензию на его показ телеканалу не продлила кинокомпания Twentieth Century Fox).
1 сентября 2021 года телеканал прекратил вещание, был заменен на Sky Showcase